# Nederlands Soortenregister
Het Nederlands Soortenregister is een online-overzicht van de Nederlandse biodiversiteit. De website is op 26 september 2005 geopend in Naturalis in Leiden door toenmalig minister Cees Veerman. De website richt zich op wetenschappers, beleidsmakers, adviesbureaus, journalisten, natuurbeheerders en geïnteresseerde leken.
Het Nederlands Soortenregister is een samenwerkingsverband van meerdere organisaties, waaronder: 
- Naturalis
- Ministerie van Landbouw, Natuur en Voedselkwaliteit
- Encyclopedia of Life
- Universiteit van Amsterdam
- Centraal Bureau voor Schimmelcultures
- Bryologische en Lichenologische Werkgroep - KNNV
- Nederlandse Mycologische Vereniging
- Nationale Databank Flora en Fauna
- Wageningen Marine Research
- Fauna Europaea
- World Register of Marine Species
- Nederlandse Voedsel- en Warenautoriteit
- NLBIF
- Centraal Bureau voor de Statistiek
- Nederlandse Entomologische Vereniging
- Nederlandse Malacologische Vereniging
- Waarneming.nl
- Floron
- Stichting ANEMOON
- De Vlinderstichting
- Sovon Vogelonderzoek Nederland
- EIS Kenniscentrum Insecten en andere ongewervelden
- RAVON
- Zoogdiervereniging

Aan het Nederlands Soortenregister zijn verschillende wetenschappers en fotografen verbonden, waaronder lichenoloog André Aptroot, botanicus Pieter Baas, mycoloog Robert Samson, mycoloog Joost Stalpers, botanicus Helena Duistermaat en in het verleden ook botanicus Ruud van der Meijden.
Er worden over Nederlandse soorten en ondersoorten diverse gegevens verstrekt. De geaccepteerde wetenschappelijke naam (met de auteur) en Nederlandse namen worden gegeven. Eventueel worden er ook synoniemen gegeven. Er wordt een onderscheid gemaakt tussen soorten die van nature in Nederland voorkomen en soorten die hier geïntroduceerd zijn. Eventueel wordt de Nederlandse beschermingsstatus opgegeven. Ook worden eventueel beschikbare afbeeldingen en het voorkomen in Nederland op verspreidingskaarten getoond.